# 食農政策士
食農政策士（しょくのうせいさくし）は、一般財団法人地域公共人材開発機構が認証する同志社大学大学院総合政策科学研究科の「食農政策士」履修証明プログラムを受講し、地方の公共政策(特に食育や農業政策等)の分野において有為な人材に付与される民間資格(資格称号)。本資格は地域公共政策士資格制度枠組みに基づき策定され、「食農政策士」とあわせて他履修証明プログラムの受講およびキャップストーンプログラムを履修することで、地域公共政策士を取得できる。

## 地域公共政策士の概要
地域公共政策士（ちいきこうきょうせいさくし）は一般財団法人地域公共人材開発機構が認証する公共政策大学院や地方公共団体、特定非営利活動法人等の研修プログラムを受講し、地域の公共政策の分野において有為な人材に付与される民間資格(資格称号)である。